# Pomniki w Gdyni
Pomniki gdyńskie – upamiętniają głównie ludzi związanych z miastem, jak i odzwierciedlają morski charakter miasta. Lista pomników, obelisków i tablic znajdujących się w Gdyni:

## Figury
| Figury                             | Lokalizacja                        | Zdjęcia    | Uwagi                                                                                  |
| ---------------------------------- | ---------------------------------- | ---------- | -------------------------------------------------------------------------------------- |
| Chrystusa „Błogosławieństwo Morza” | Orłowo ulica Orłowska              | galeria    | przed II wojną światową istniała identyczna figura, współczesna jest jej rekonstrukcją |
| św. Jana Nepomucena                | Wzgórze Św. Maksymiliana kapliczka | [ galeria] | w tym miejscu kończy się ulica Świętojańska                                            |

## Kotwice
| Kotwice                                        | Lokalizacja                                          | Zdjęcia | Uwagi                                |
| ---------------------------------------------- | ---------------------------------------------------- | ------- | ------------------------------------ |
| Admiralicji                                    | Śródmieście plac Witolda Gombrowicza                 | galeria | kotwica z XVII wieku                 |
| Plymouth                                       | Wzgórze Św. Maksymiliana skwer Plymouth              | galeria | ?                                    |
| Pomnik Marynarzom Polskiej Marynarki Handlowej | Wzgórze Św. Maksymiliana aleja Józefa Piłsudskiego 1 | galeria | kotwica z hulku szkolnego ORP Bałtyk |
| przed Urzędem Morskim                          | Śródmieście ulica Bernarda Chrzanowskiego 10         | galeria | ?                                    |
| pozostałe                                      | cała Gdynia                                          | galeria | ?                                    |

## Krzyże
| Krzyże             | Lokalizacja                                           | Zdjęcia | Uwagi                                                              |
| ------------------ | ----------------------------------------------------- | ------- | ------------------------------------------------------------------ |
| na Kamiennej Górze | Kamienna Góra na szczycie wzniesienia (49,8 m n.p.m.) | galeria | w przeszłości istniały tu różne krzyże, pierwszy wzniesiono w 1935 |
| pozostałe          | cała Gdynia                                           | galeria | brak zdjęć                                                         |

## Obeliski
| Obeliski                                                      | Lokalizacja                                                      | Zdjęcia    | Uwagi                  |
| ------------------------------------------------------------- | ---------------------------------------------------------------- | ---------- | ---------------------- |
| Alfreda Dyducha                                               | Obłuże ulica Unruga, przy skrzyżowaniu z Estakadą Kwiatkowskiego | galeria    | ?                      |
| Obrońców Kępy Oksywskiej                                      | Babie Doły                                                       | galeria    | ?                      |
| Roberta Baden-Powella                                         | Redłowo Polanka Redłowska                                        | [ galeria] | ?                      |
| Sue Ryder                                                     | Wzgórze Św. Maksymiliana skwer Sue Ryder                         | galeria    | obok alei Piłsudskiego |
| upamiętniający wizytę Ojca Świętego Jana Pawła II z 1987 roku | Śródmieście aleja Jana Pawła II                                  | galeria    | ?                      |
| upamiętniający zjazd pszczelarzy                              | Kamienna Góra                                                    | [ galeria] | ?                      |

## Płyty
| Płyty           | Lokalizacja                               | Zdjęcia | Uwagi                                                                        |
| --------------- | ----------------------------------------- | ------- | ---------------------------------------------------------------------------- |
| Marynarz Polski | Śródmieście druga część skweru Kościuszki | galeria | przed 1990 znajdował się w tym miejscu Pomnik Wdzięczności Armii Radzieckiej |

## Pomniki
| Pomniki                                           | Lokalizacja                                                                          | Zdjęcia    | Uwagi                                   |
| ------------------------------------------------- | ------------------------------------------------------------------------------------ | ---------- | --------------------------------------- |
| 1 Brygady Pancernej                               | Orłowo skwer przy ulicy Weteranów                                                    | galeria    | ?                                       |
| 1 Brygady Pancernej                               | Kamienna Góra plac 1 Brygady Pancernej                                               | galeria    | ?                                       |
| Antoniego Abrahama                                | Śródmieście plac Kaszubski                                                           | galeria    | ?                                       |
| Antoniego Suchanka                                | Orłowo przy molo skwer im. Antoniego Suchanka                                        | galeria    | ?                                       |
| Burza, Wicher, Grom, Błyskawica                   | Śródmieście Nabrzeże Prezydenta obok alei Jana Pawła II                              | galeria    | napisy zostały zdjęte                   |
| Czerwonym Kosynierom, obrońcom Gdyni w 1939 r.    | Grabówek teren 65 dr OP                                                              | galeria    | ?                                       |
| Eugeniusza Kwiatkowskiego                         | Śródmieście ulica 10 Lutego                                                          | galeria    | ?                                       |
| Festiwalu Polskich Filmów Fabularnych             | Śródmieście Park Rady Europy                                                         | galeria    | ?                                       |
| gen. Gustawa Orlicz-Dreszera                      | Orłowo Promenada Królowej Marysieńki                                                 | galeria    | ?                                       |
| Harcerzy Gdyńskich (Tajnego Hufca Harcerzy)       | Kamienna Góra ulica Świętojańska                                                     | galeria    |                                         |
| Henryka Sienkiewicza                              | Kamienna Góra skrzyżowanie ulic H. Sienkiewicza, A. Mickiewicza i J. Korzeniowskiego | [ galeria] | ?                                       |
| Josepha Conrada                                   | Śródmieście aleja Jana Pawła II                                                      | galeria    | ?                                       |
| Kazimierza Porębskiego                            | Śródmieście aleja Jana Pawła II                                                      | galeria    | ?                                       |
| Kazimierza Porębskiego                            | Śródmieście teren DMW                                                                | [ galeria] | ?                                       |
| Konstytucji 3 Maja                                | Kamienna Góra ulica Juliusza Słowackiego                                             | [ galeria] | ?                                       |
| Leonida Teligi                                    | Śródmieście aleja Jana Pawła II                                                      | galeria    | ?                                       |
| Lotników                                          | Babie Doły ulica Ikara                                                               | galeria    | ?                                       |
| Ludziom Morza                                     | Śródmieście plac Witolda Gombrowicza                                                 | galeria    | ?                                       |
| Mariusza Zaruskiego                               | Śródmieście nabrzeże Basenu Jachtowego                                               | galeria    | ?                                       |
| Matki Bożej Gdyńskiej                             | Witomino-Leśniczówka skrzyżowanie ulic Stawnej, Wielkokackiej i Hodowlanej           | [ galeria] | ?                                       |
| Morświna                                          | Śródmieście aleja Jana Pawła II                                                      | galeria    | ?                                       |
| Obrońców Gdyni 1939 (2 Morskiego Pułku Strzelców) | Orłowo południowa część Kolibek                                                      | [ galeria] | ?                                       |
| Obrońców Wybrzeża                                 | Kamienna Góra                                                                        | [ galeria] | ?                                       |
| Ofiar I Wojny Światowej                           | Leszczynki ulica Działdowska                                                         |            |                                         |
| Ofiar Grudnia 1970                                | Wzgórze Św. Maksymiliana aleja Józefa Piłsudskiego                                   | galeria    | ?                                       |
| Ofiar Grudnia 1970                                | Śródmieście aleja Solidarności                                                       | galeria    | ?                                       |
| Ofiar Terroru Komunistycznego                     | Śródmieście ulica Pułaskiego                                                         | galeria    | ?                                       |
| Ofiar zatonięcia S/Y Bieszczady                   | Śródmieście aleja Jana Pawła II                                                      | galeria    | ?                                       |
| Pamięci Rozstrzelanych Harcerzy                   | Obłuże poniżej wejścia do kościoła pw. św. Andrzeja Boboli                           | [ galeria] | ?                                       |
| Pamięci Zamęczonych za Wiarę i Ojczyznę           | Śródmieście plac Jana Pawła II                                                       | [ galeria] | ?                                       |
| papieża Jana Pawła II                             | Śródmieście plac Jana Pawła II                                                       | galeria    | ?                                       |
| Stanisława Dąbka                                  | Babie Doły teren BLMW                                                                | galeria    | miejsce samobójczej śmierci płk. Dąbka. |
| Stefana Żeromskiego                               | Śródmieście skrzyżowanie ulic 10 Lutego i Świętojańskiej                             | galeria    | ?                                       |
| Tym, co odeszli na wieczną wachtę                 | Wzgórze Św. Maksymiliana bulwar Nadmorski                                            | galeria    | ?                                       |
| W hołdzie zesłańcom Sybiru                        | Śródmieście Park Rady Europy                                                         | galeria    | ?                                       |
| Zesłańców Syberyjskich                            | Śródmieście plac I Brygady Pancernej                                                 | [ galeria] | ?                                       |
| Żagle                                             | Śródmieście aleja Jana Pawła II                                                      | galeria    | ?                                       |
| Żołnierzom Armii Krajowej                         | Śródmieście skwer Tadeusza Kościuszki                                                | galeria    | ?                                       |
| Żołnierzom Sił Zbrojnych na Zachodzie             | Śródmieście skwer Tadeusza Kościuszki                                                | galeria    | ?                                       |
| Żołnierzy radzieckich przy cmentarzu wojskowym    | Redłowo Cmentarz Wojskowy                                                            | galeria    | ?                                       |

## Rzeźby
| Rzeźby                        | Lokalizacja                                          | Zdjęcia | Uwagi                                |
| ----------------------------- | ---------------------------------------------------- | ------- | ------------------------------------ |
| "Para Kaszubów na ławce"      | Śródmieście plac Kaszubski                           | galeria | ?                                    |
| "Pomnik Gdynian Wysiedlonych" | Śródmieście plac Gdynian Wysiedlonych                | galeria | ?                                    |
| "Powrót do domu"              | Wzgórze Św. Maksymiliana koniec bulwaru Nadmorskiego | galeria | dar z Seattle – miasta partnerskiego |
| "Ryby", tzw. Gdyńskie Rybki   | Kamienna Góra wejście na bulwar Nadmorski            | galeria | ?                                    |

## Tablice

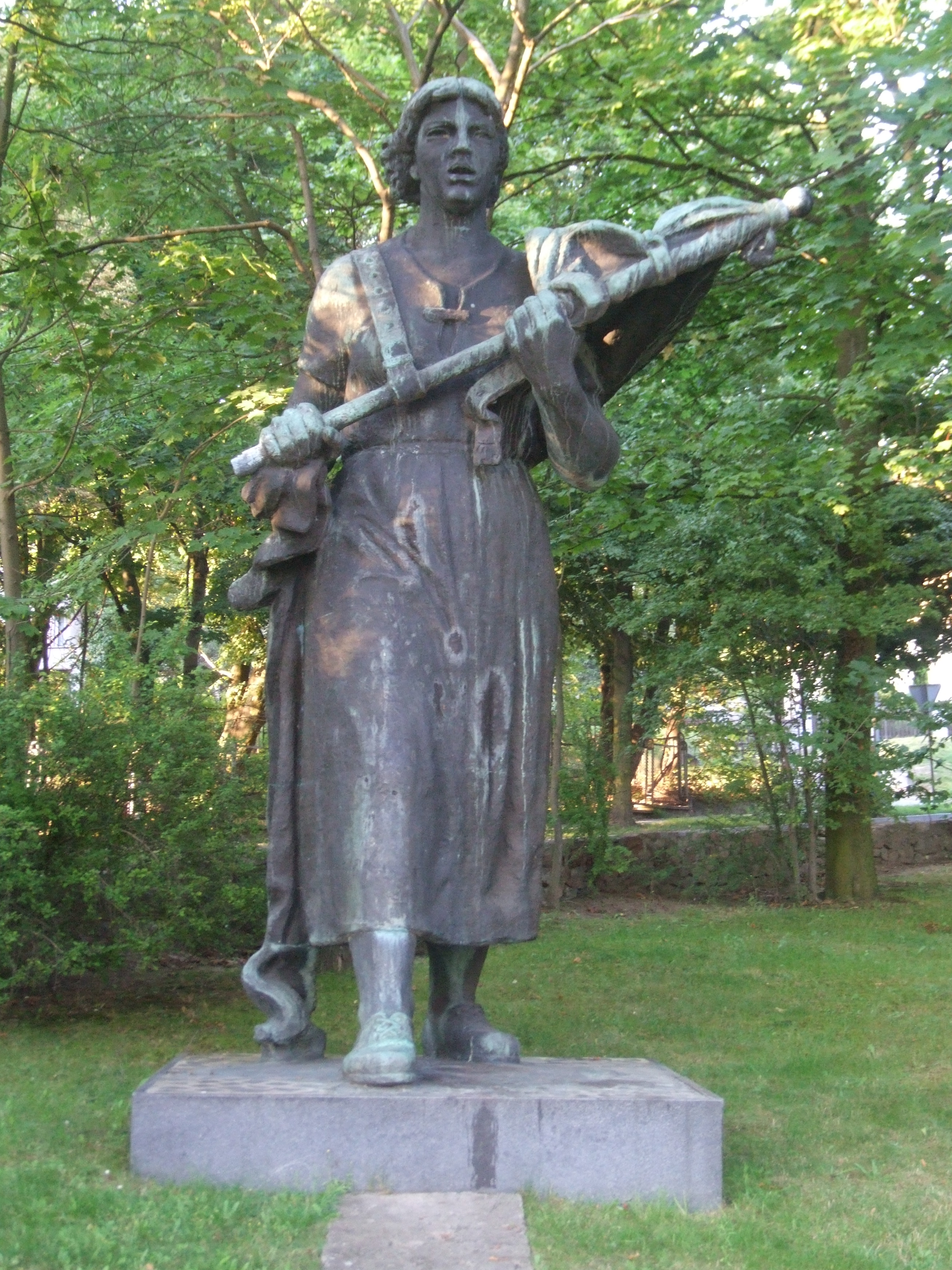
Figura ze szczytu nieistniejącego Pomnika Wdzięczności Armii Radzieckiej

| Tablice                                                                | Lokalizacja                                                        | Zdjęcia    | Uwagi                                                      |
| ---------------------------------------------------------------------- | ------------------------------------------------------------------ | ---------- | ---------------------------------------------------------- |
| Gdynian Wysiedlonych                                                   | Śródmieście plac Gdynian Wysiedlonych                              | galeria    | miejsce zbiórki Gdynian, którzy zostali wysiedleni z kraju |
| Harcmistrza Lucjana Cylkowskiego                                       | Śródmieście plac Jana Pawła II                                     | galeria    | ?                                                          |
| Kolejarzom Gdyńskim, którzy oddali życie w walce z okupantem 1939-1945 | Śródmieście obok wejścia na dworzec podmiejski                     | [ galeria] | ?                                                          |
| pamiątkowa inż. Juliana Rummla                                         | Śródmieście ul.Waszyngtona na budynku Dowództwa Marynarki Wojennej | galeria    | ?                                                          |
| pamiątkowa Miss World Garden 2006                                      | Śródmieście bulwar Nadmorski                                       | galeria    | ?                                                          |
| pamiątkowa Witolda Gombrowicza                                         | Śródmieście Nabrzeże Portowe                                       | galeria    | miejsce wyjazdu W. Gombrowicza z Polski                    |
| pamiątkowa Tadeusza Wendy                                              | Śródmieście Dworzec Morski                                         | galeria    | ?                                                          |
| pozostałe                                                              | cała Gdynia                                                        | galeria    | ?                                                          |

## Pomniki historyczne
- Mauzoleum Gustawa Orlicz-Dreszera – znajdowało się na Oksywiu, obok latarni morskiej (obecna ul. Muchowskiego); mauzoleum stanowił sarkofag ze zwłokami generała oraz dwa bloki kamienne o szerokości 2,4 m i wysokości 12 m; zbudowane w 1937; budowę rozpoczęto niedługo po uroczystościach pogrzebowych generała; zburzone w 1940 przez hitlerowców, którzy w jego miejscu rozpoczęli budowę bunkrów z ciężką artylerią[2];
- Pomnik Bitwy pod Oliwą – znajdował się na obecnej wysepce ronda Bitwy pod Oliwą; zniszczony podczas okupacji hitlerowskiej;
- Pomnik Wdzięczności Armii Radzieckiej (Braterstwa Polsko-Radzieckiego) tzw. Natasza – znajdował się w miejscu, w którym obecnie mieści się płyta "Marynarz Polski", pomnik został zdemontowany 22 lipca 1990, a figura znajdująca się na jego cokole została przeniesiona na Cmentarz Wojenny w Gdyni Redłowie.